# اللجنة الإدارية في غزة
اللجنة الإدارية في غزة وتُسمى رسميًا اللجنة الإدارية الحكومية هي لجنة إدارية حكومية تتولى إدارة شؤون قطاع غزة. شُكلت في مارس 2017 تطبيقًا لقرار المجلس التشريعي الفلسطيني في غزة الصادر في عام 2016. وأعلنت حركة حماس عن حلها اللجنة في سبتمبر 2017 في إطار المصالحة الفلسطينية بعد اتفاق القاهرة عام 2017.

## أعضاء اللجنة
تتكون اللجنة الإدارية من سبع أعضاء وهم:
| الاسم                | عبد السلام صيام               | توفيق أبو نعيم               | إسماعيل محفوظ                 | باسم نعيم        | رفيق مكي              | كمال أبو عون           | يوسف الكيالي         |
| -------------------- | ----------------------------- | ---------------------------- | ----------------------------- | ---------------- | --------------------- | ---------------------- | -------------------- |
| الحقيبة المُوكلة إليه | رئيس اللجنة الإدارية الحكومية | وزارة الداخلية والأمن الوطني | وزارة العدل                   | وزارة الصحة      | وزارة الاقتصاد الوطني | وزارة التربية والتعليم | وزارة المالية        |
| الحقيبة المُوكلة إليه | رئيس اللجنة الإدارية الحكومية | وزارة الداخلية والأمن الوطني | وزارة الشؤون الاجتماعية       | سلطة جودة البيئة | وزارة الزراعة         | وزارة التعليم العالي   | ديوان الموظفين العام |
| الحقيبة المُوكلة إليه | رئيس اللجنة الإدارية الحكومية | وزارة الداخلية والأمن الوطني | وزارة الأوقاف والشؤون الدينية | سلطة جودة البيئة | سُلطة المياه           | وزارة الثقافة          | ديوان الموظفين العام |

في أبريل 2019، نفذت حركة حماس عملية تدوير إدارية جديدة لجميع مسؤولي المنشآت الحكومية في قطاع غزة بعد أداء حكومة محمد اشتية اليمين الدستورية. كما أنها نفت تشكيل لجنة إدارية جديدة، وأيضًا في يوليو 2019 نفت شائعات تشكيل لجنة إدارية جديدة.